# 浴室

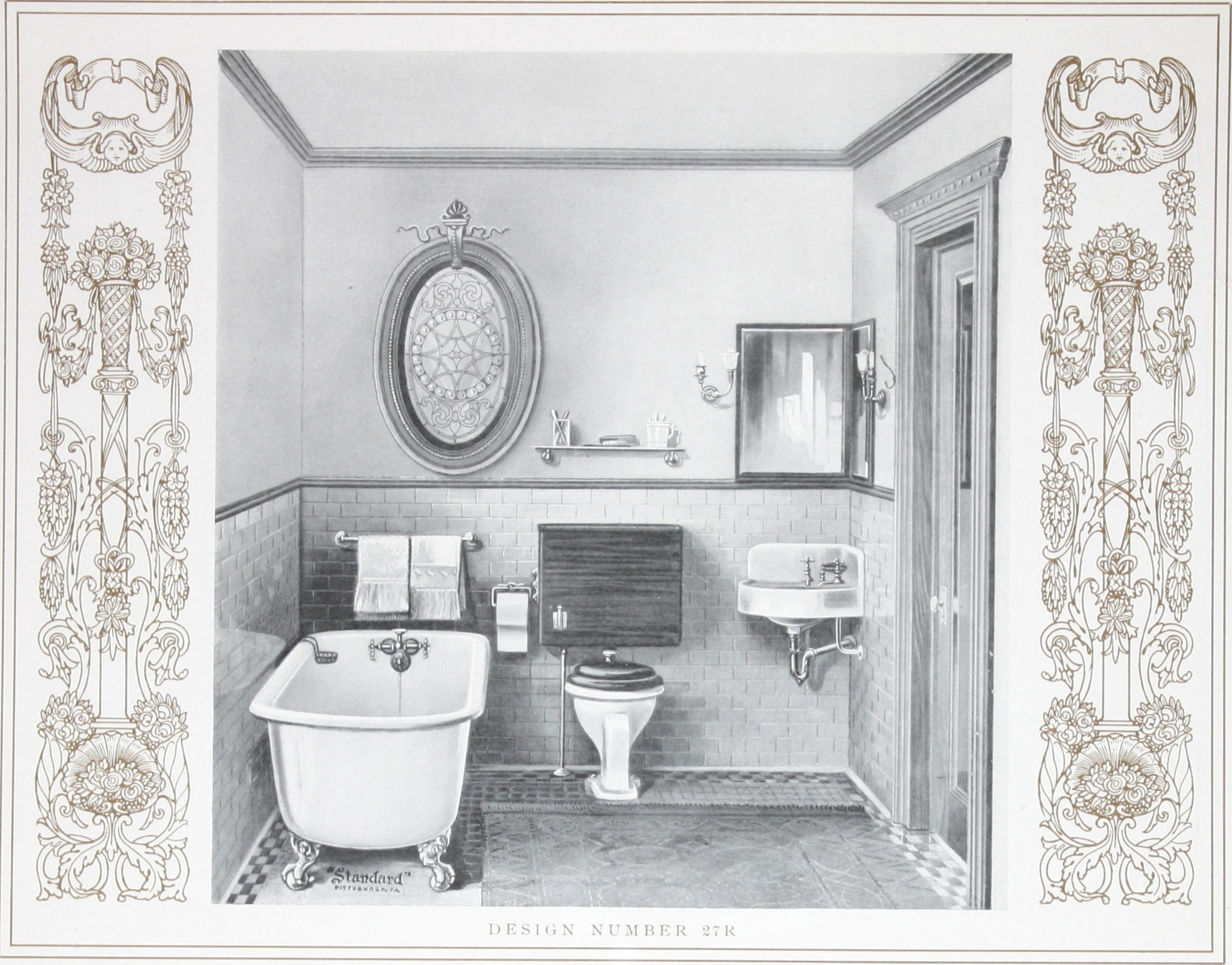
20世紀初頭の浴室の絵。バスタブ、2つのタオル、トイレ、シンク、2つの鏡が描かれている。

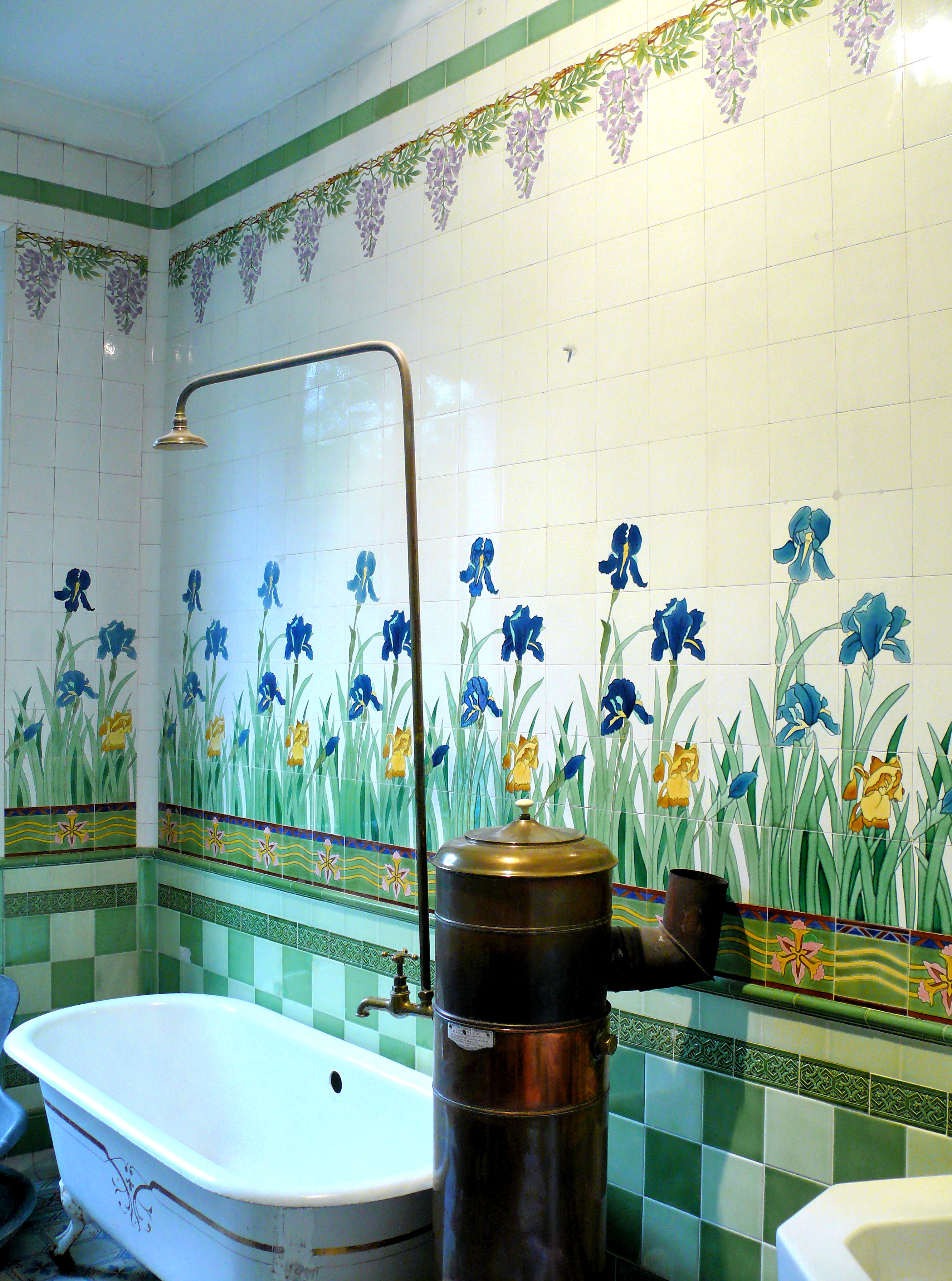
フランスの浴室には浴槽とシャワーがあり、トイレはない。

浴室（よくしつ、英語：bathroom）は個人の衛生活動のための部屋で、一般的にはトイレ、シンク（洗面台）、バスタブ、シャワー、またはその両方が含まれている。一部の国では、トイレは通常は浴室に含まれるが、他の文化では、これは不衛生または実行しない方が良いと考え、それ用に独自の部屋を作っている。直下式トイレの場合、トイレは家の外にあることもある。
歴史的には、入浴は多くの場合、公衆の風呂で行われる集団的な活動であった。一部の国では、日本の銭湯やイスラム世界の「ハンマーム」（他の名前でも知られている）のように、身体を清潔にするという共有の社会的側面が今でも重要である。
北米英語では、浴室（bathroom）という単語は、トイレを含むあらゆる部屋、さらには公共のトイレを意味するために使われることがある（ただし、米国ではより一般的にはレストルーム（restroom）と呼ばれ、カナダではウォッシュルーム（washroom）と呼ばれる）。

## バリエーションと用語
体を綺麗にするために使う場所の用語は、部屋自体の設計と同様に、英語圏では様々である。フルバスルーム（full bathroom）は一般的に、バスタブまたはシャワー（またはその両方）、トイレ、シンクが含まれると理解されている。スイートバスルーム（suite bathroom）やスイートシャワールーム（suite shower room）は、寝室に併設されていて、寝室からのみ入室可能である。ファミリーバスルーム（family bathroom）とは、イギリスの不動産業者の用語で、寝室には付属しないが、ドアが廊下に面している浴室を指す。ジャック＆ジルバスルーム（Jack and Jill bathroom）またはコネクテッドバスルーム（connected bathroom）は、2つの分かれた寝室の間に設置され、通常は2人で共有する。洗面台が2つある場合もある。ウェットルーム（wetroom）は、通常シャワーを備えた防水性のある部屋である。それは湿気により損傷しないように設計されており、床暖房システムと両立し得る。
米国では、単一の定義はできない。このため、不動産物件の浴室の広告と実際の数の間に一般的に矛盾が生じることとなる。浴室は一般的に、シャワーと最大のベッドルームに隣接するバスタブを備えたマスターバスルーム（master bathroom）；トイレとシンク、シャワー付きのバスタブ、またはバスタブと独立したシャワー室という4つの水回りの機能をもつフルバスルーム（full bathroom）またはフルバス（full bath）；トイレとシンクだけを備えたハーフ・バスルーム（half bath）またはパウダールーム（powder room）；トイレ、シンク、シャワーを備えた3/4バスルーム（3/4 bath）に分類されているが、用語は市場によって異なる。米国のいくつかの市場では、トイレ、シンク、シャワーが付いたものを フルバスと見なしている。さらに、トイレと洗面台があり、他には何もない部屋を表現するために浴室（bathroom）という言葉が使われている。

## 設計上の考慮事項

### タオル
浴室には、タオルを掛けるためのタオルバーやタオルリングがあることが多い。

### 家具

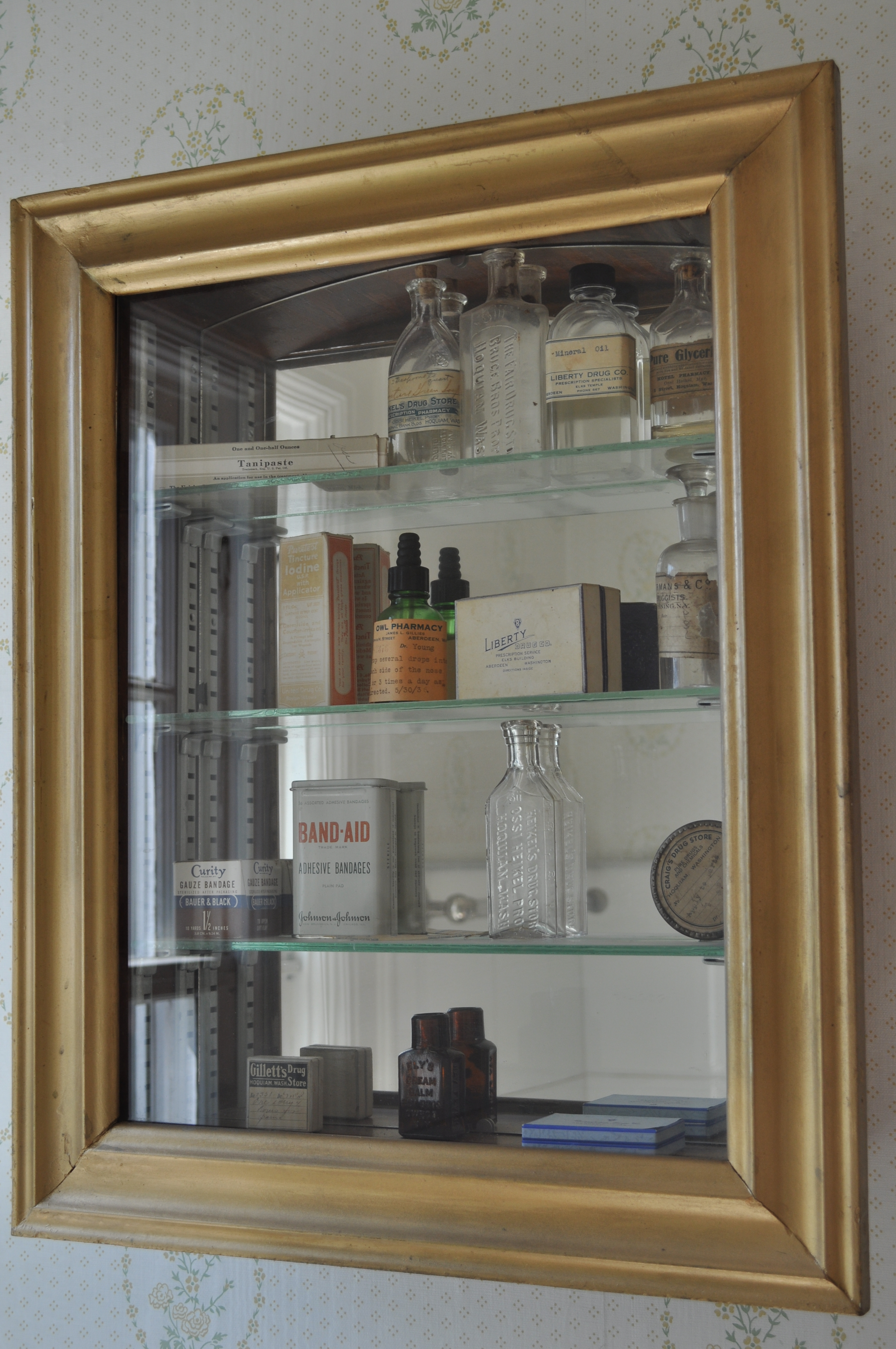
浴室のキャビネット

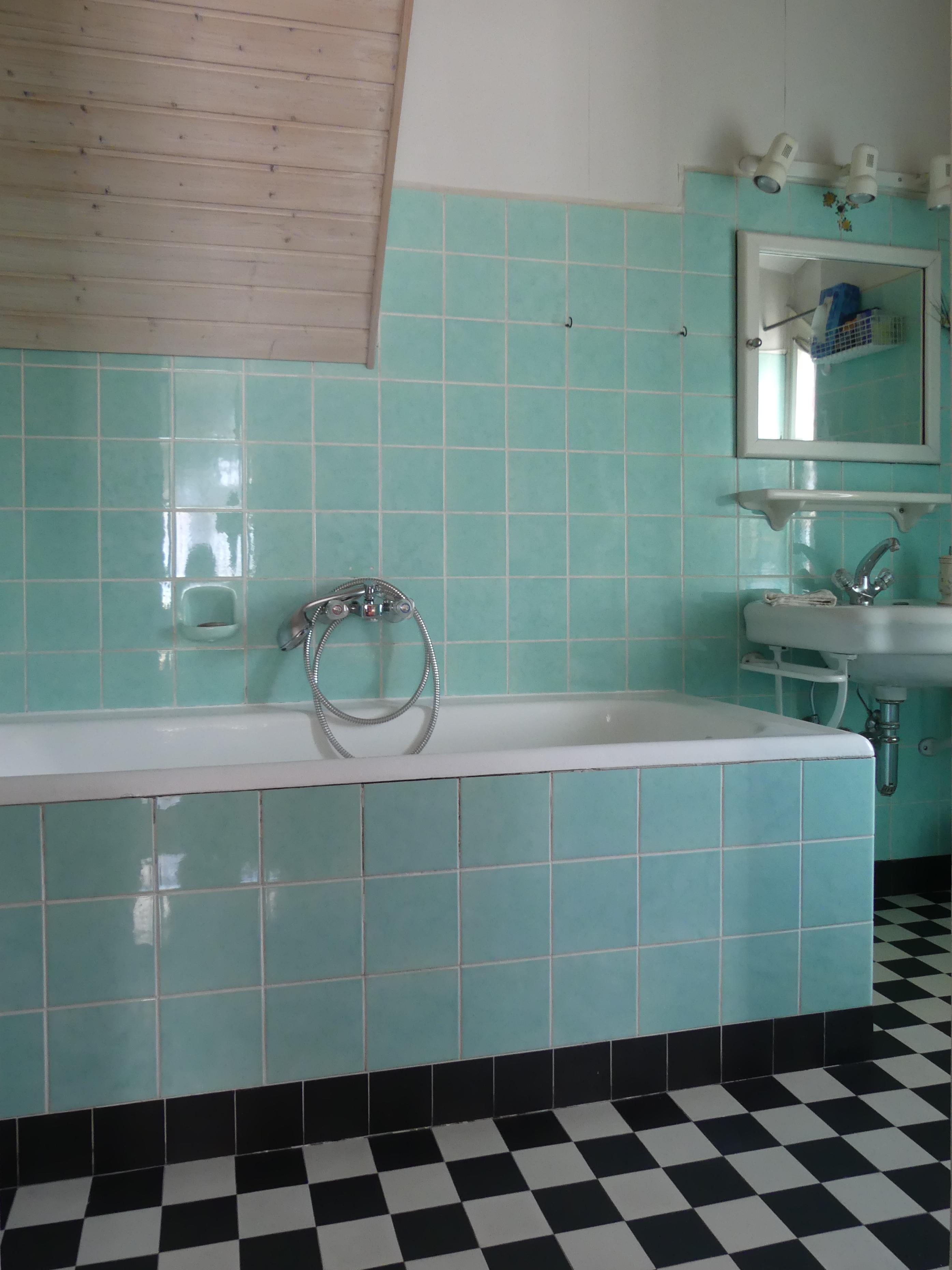
床に白・青のタイル、壁にターコイズ色のタイルで装飾された浴室

浴室の中には、個人用の衛生用品や薬などを収納するための浴室キャビネットや、タオルなどを収納するための引き出しや棚（柱状になっていることもある）が設置されている場合もある。

### ビデ

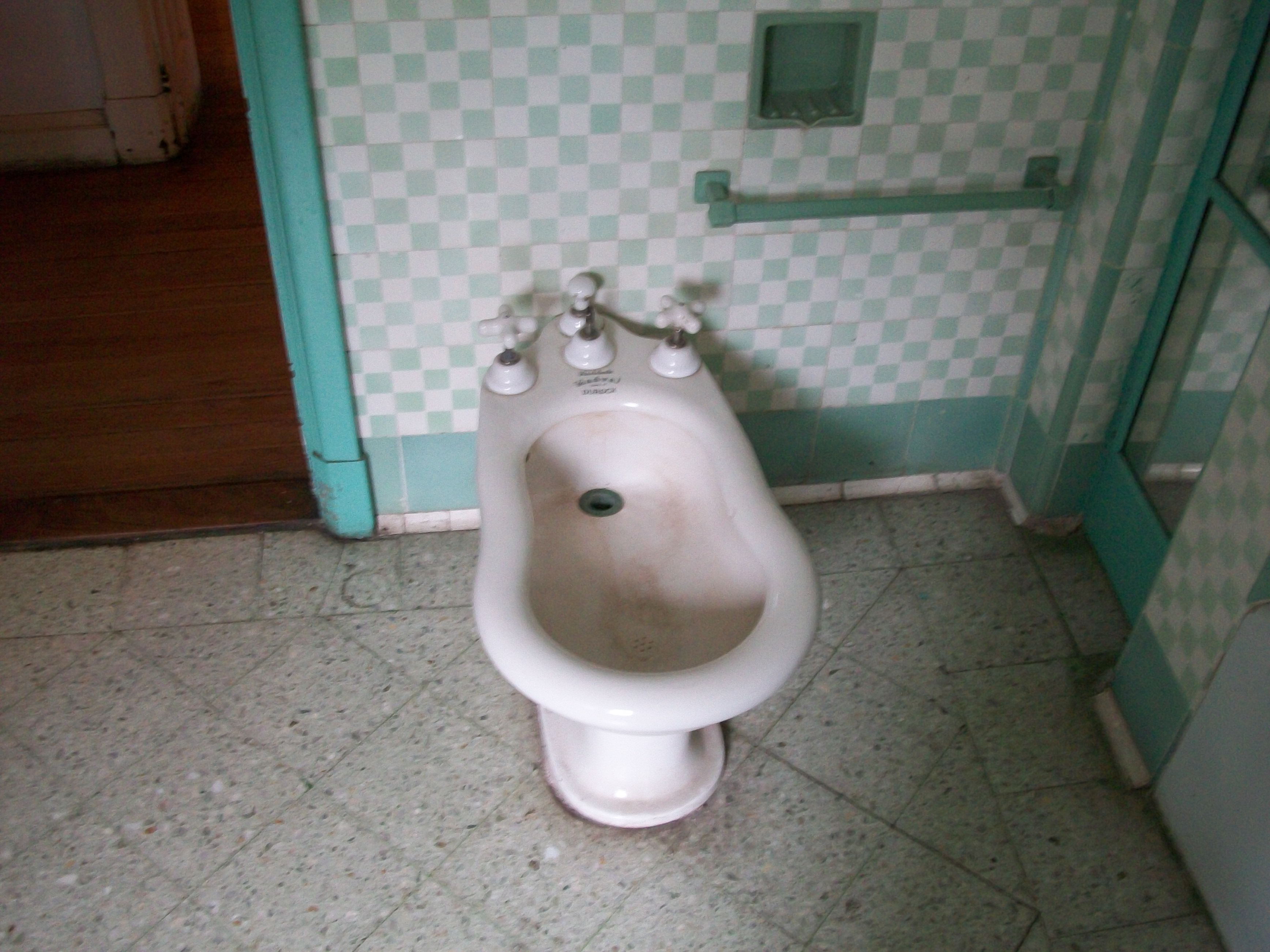
伝統的なタイプの近代的ビデ

浴室にはトイレの横にビデが設置されていることもある。

### 水回り
浴室の設計は、身体を洗うためにかなりの量の温水・冷水の両方を使うことを考慮しなければならない。また、水は、固形物や液体のし尿を下水道や浄化槽に流すためにも使われる。壁や床に水が飛び散ることがあり、高温多湿の空気が冷たい表面に結露を起こすことがある。装飾の観点からは、浴室には課題がある。天井、壁、床の素材やカバーは、水を通さず、すぐに簡単に掃除ができるものであるべきだ。浴室では、掃除しやすいように滑らかなプラスチック素材と同様にセラミックやガラスを使用することが一般的である。しかし、このような表面は触ると冷たいことが多いため、部屋をより快適にするために耐水性のあるバスマットやバスルームカーペットを床に敷くことがある。あるいは、床タイルの下に抵抗性の電気マットを戦略的に配置するか、または床面下側付近に放射温水管を配置することによって、床を加熱してもよい。

### 電化製品
照明器具、ヒーター、暖房器具、タオルヒーターなどの電化製品は、一般的に、プラグやソケットではなく、恒久的に接続された備品として設置する必要がある。これにより、感電のリスクを最小限に抑えられる。漏電遮断器付き電気ソケットは感電のリスクを軽減でき、米国とカナダの電気・建築基準法では、バスルームのソケットの設置が義務付けられている。イギリスなど一部の国では、電気シェーバーや電動歯ブラシに適した特殊なソケットのみが浴室に設置されており、そのようなラベルが貼られている。
また、イギリスの建築規制では、風呂やシャワーの周囲や上方の部分に、どのようなタイプの照明器具（防水・防滴）を設置してもよいかが規定されている。

### 照明
浴室の照明は均一で明るく、まぶしさを最小限に抑える必要がある。シェービング、シャワー、身だしなみなどのために、浴室空間全体で均等な照明を確保する必要がある。鏡台エリアは、顔に影がかからないように、確実に少なくとも1フィート離れて少なくとも2つの光源を持つ必要がある。肌の色や髪の色は黄色の光で強調される。天井や壁の光は、浴室での使用が安全である必要がある（電気部品は防滴仕様である必要がある）ので、IP44などの適切な認証を取得している必要がある。
浴室の照明はすべて、浴室内で使用しても安全なIP44規格に準拠していなければならない。

## 歴史

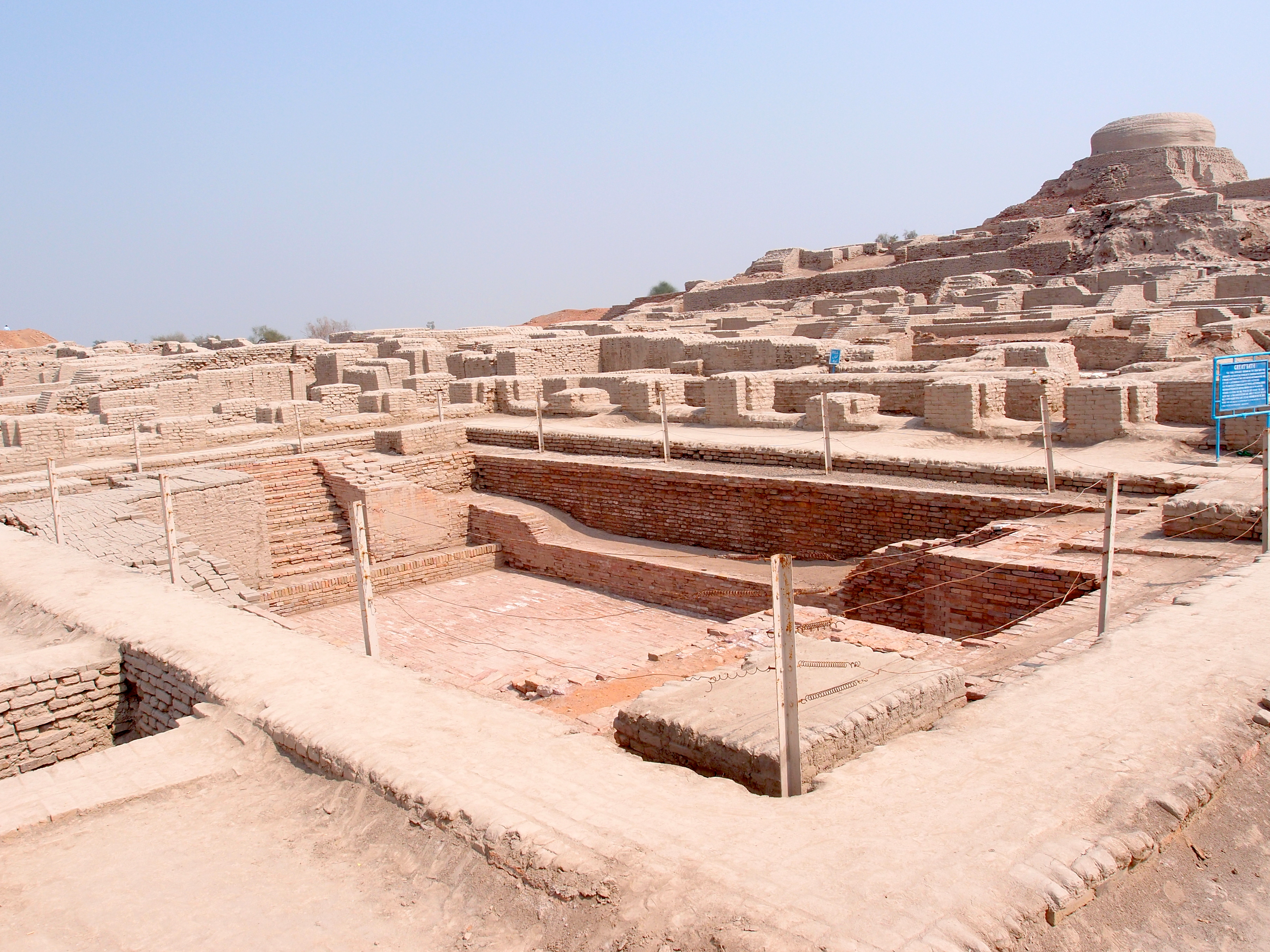
モヘンジョダロの大浴場

風呂の使用に関する最初の記録は、紀元前3000年にさかのぼる。この時代には、水は心身ともに浄化する要素とみなされており、宗教的な価値が高かったため、神聖な場所に入る前に身を清めることが求められることは珍しくなかった。この時代の村や町の生活の一部として風呂が記録されており、欧米では蒸気風呂、アジアでは水風呂に分かれている。共同浴場は、村の居住区とは明確に分離された場所に建てられた。
発掘された数百軒の家のほぼすべてにそれぞれ浴室があった。一般的には1階にあり、風呂はレンガで作られていたが、時には周囲に座るための縁石が付いていることもあった。水は床の穴を通って、壁の中の落とし樋や陶器のパイプを通って、自治体の排水システムに排水された。几帳面なエジプト人でも、特別な浴室はほとんどなかった。

### ギリシャ及びローマの風呂

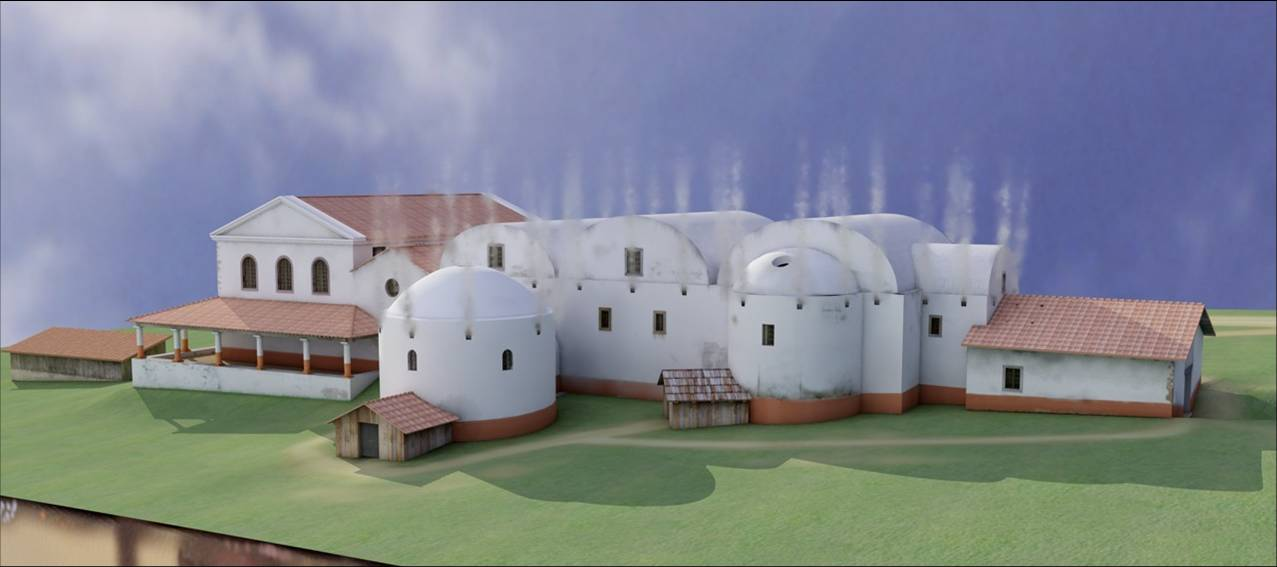
レーザースキャン技術を用いたドイツ・ヴァイセンブルクのローマ浴場の仮想再建築

入浴に対するローマ人の姿勢はよく知られている。彼らは大規模な温浴施設（テルマエ）を建設し、重要な社会的開発物を作っただけでなく、癒しと活性化のための公共の場を提供した。ここでは、人々が集まり、その日の出来事を話し合ったり、娯楽を楽しめた。この時代には、個人用と共同風呂の区別があり、多くの裕福な家庭では、家に自分の湯船を持っていた。それでも公衆浴場は利用されており、公共施設としての価値を示していた。ローマ帝国の強さはこの点にあると言われている。世界中からの輸入品により、ローマ市民は軟膏、香料、櫛、鏡などを楽しむことができた。部分的に復元された遺跡は今日でも見ることができる。例えば、当時ローマン・ブリテンの一部だったイギリスのバースにあるサーメ・バース・スパなどである。
古代の風呂は、ローマの風呂を想像するときに思い浮かぶような大きなプールのスタイルのお風呂ばかりではなかった。現存する最古の浴槽は紀元前1700年にさかのぼり、クレタ島のクノッソス宮殿に由来する。この浴槽の注目すべき点は、現在の浴槽との類似性だけでなく、その周辺の配管工事が現代のモデルとさほど変わらない点である。より高度な先史時代（紀元前15世紀とそれ以前）の風呂と配管のシステムは、エーゲ海のサントリーニ島（セラ）のアクロチリの発掘された町で発見されている。そこでは、アラバスター製の浴槽やその他の浴具が発見され、お湯と冷水を別に運ぶための洗練された二重の配管システムも発見されている。これは、この火山島の地熱温泉へのアクセスが容易であったためであろう。
ギリシャ人もローマ人も、生活スタイルの重要な部分として入浴の価値を認識していた。ホメーロスのような作家は、体力を回復させるために英雄たちを温水に入浴させた。ギリシャの至る所で宮殿が発見されているが、その中には入浴専用のエリアがあり、セラミック製の浴槽があるスペースや、洗練された排水システムがある。ホメロスは、λοετρά、loetrá、「baths」、後にλοουτρά, loutrá, 動詞のλούειν, loúein, to bath（入浴する）という言葉を使った。同じルーツは、アルカディアのLousios川（bathing（入浴する）[川]）の名前で、平板に線文字Bで書かれた、より早い段階での証拠がある。公衆浴場は、喜劇詩人アリストパネスによってβαλανεία、balaneía（歌：βαλανείον、balaneíon、ラテン語でbalneum、「balneary」と表記）として言及されている。

### 近年
16世紀、17世紀、18世紀を通じて、西欧では公共浴場の利用が徐々に減少し、プライベートな空間が好まれるようになり、20世紀のバ浴室の基礎が築かれた。しかし、都市化が進むにつれ、イギリスではより多くの風呂場や洗面所が作られるようになった。
日本では、銭湯や温泉（スパ）での共同風呂が今でも存在しており、非常に人気がある。
文化史家のバーバラ・ペナーは、浴室は最もプライベートな空間であると同時に、より広い外界と最もつながっている空間でもあるという曖昧な性質を持っていると書いている。

## ギャラリー

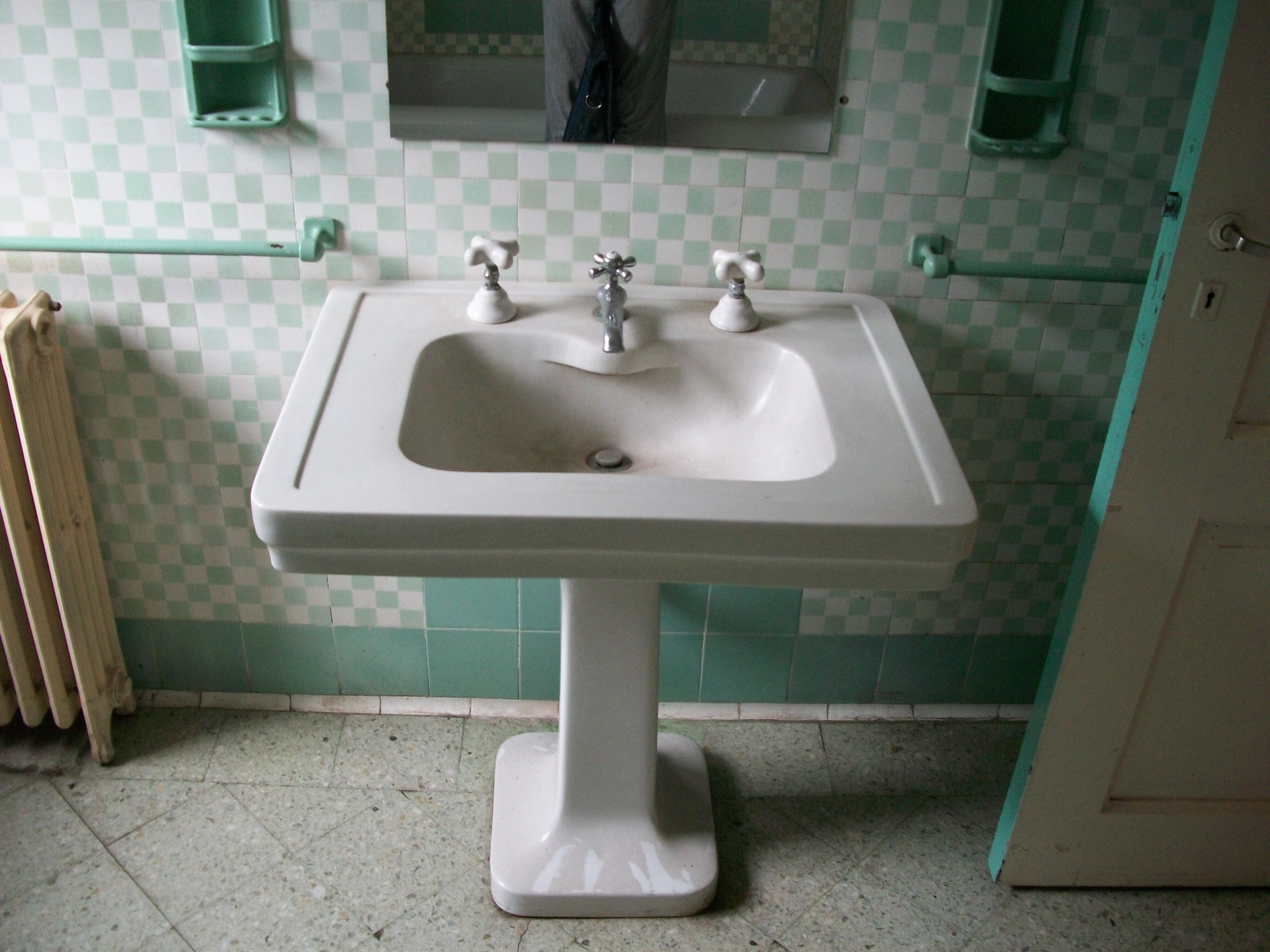
壁がターコイズ・白のモザイクで装飾されたアルゼンチンの浴室
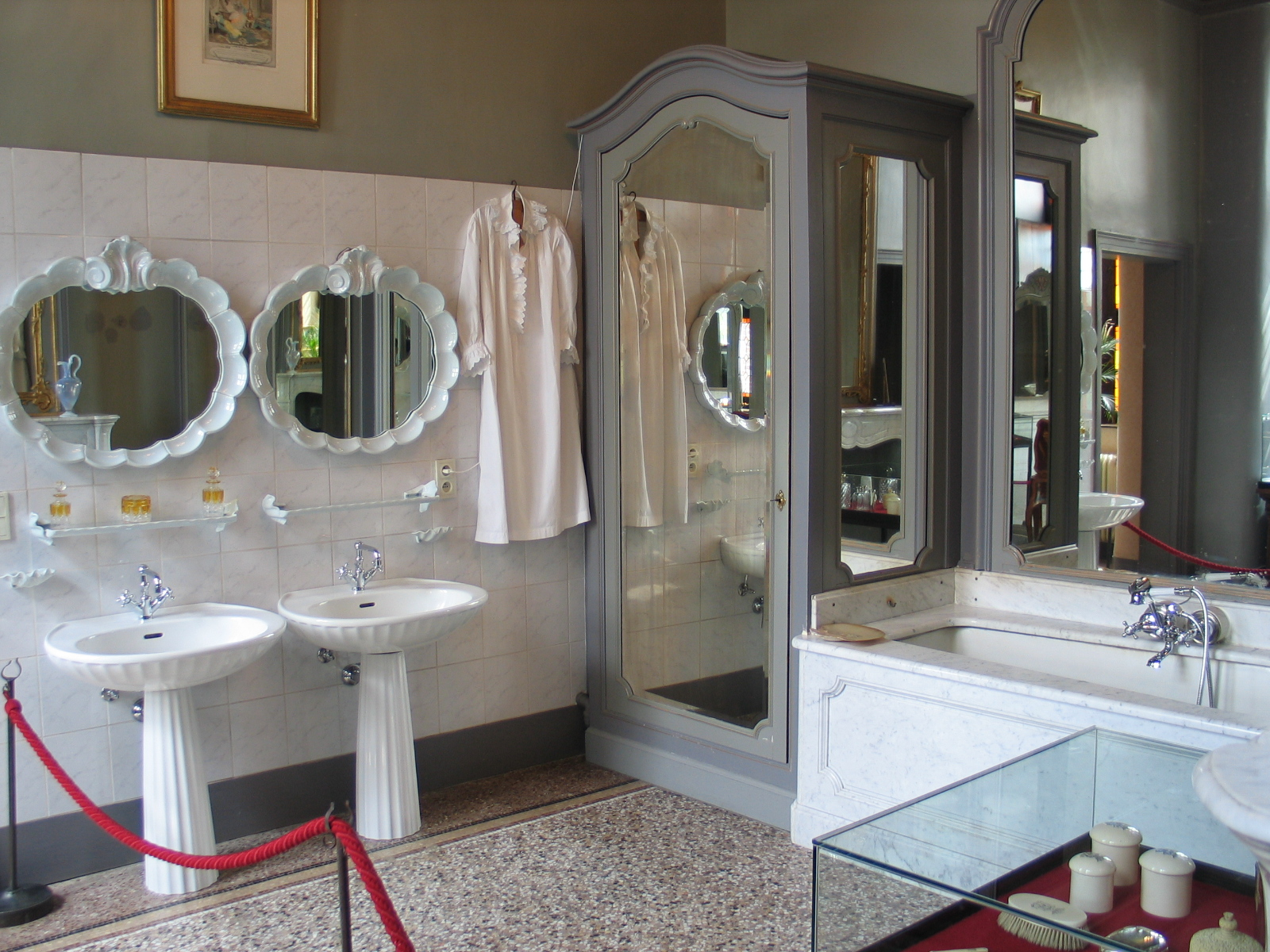
ベルギーの浴室
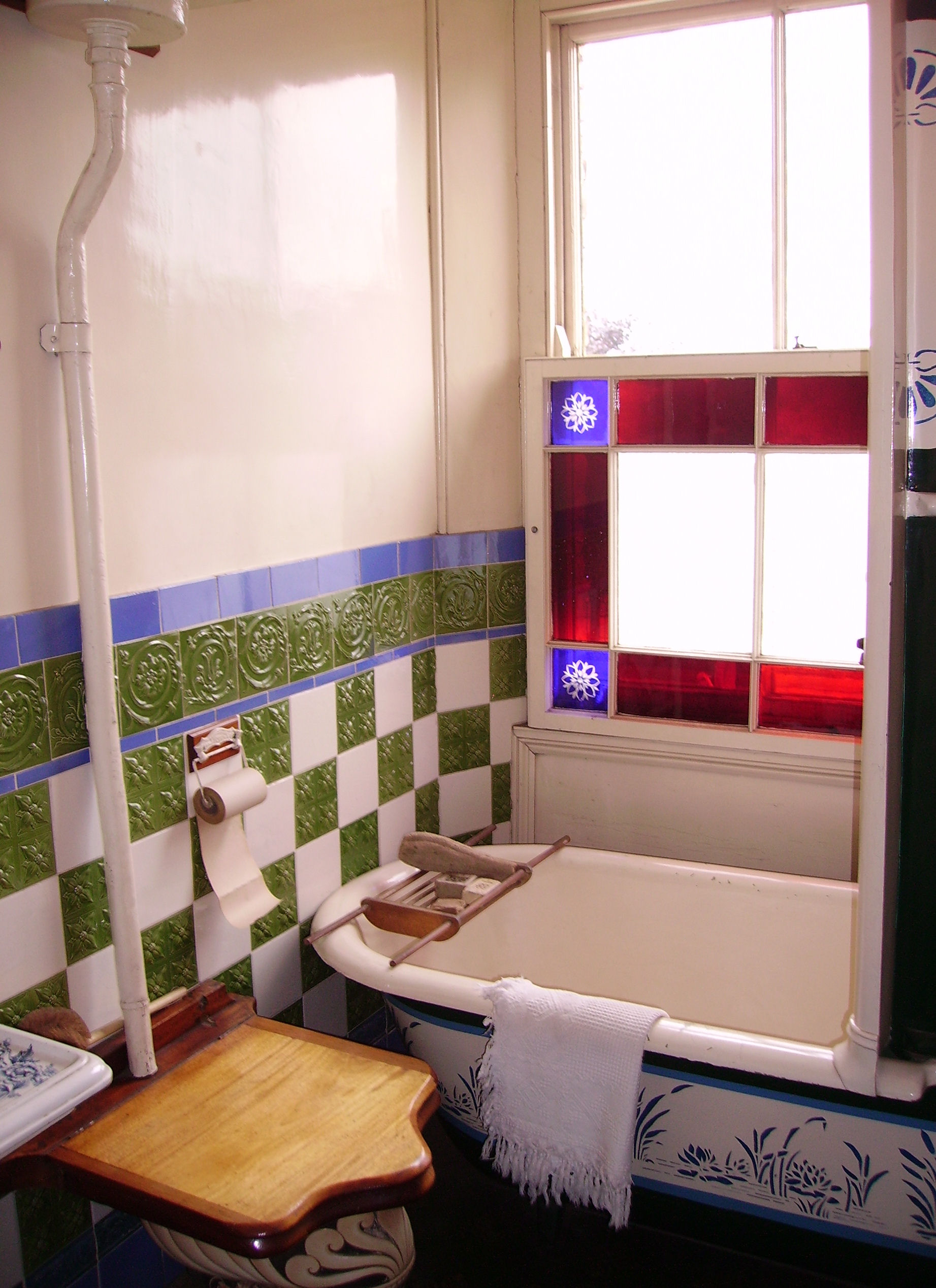
イングランド、ダラム近郊のビーミッシュ博物館にある20世紀初頭の浴室
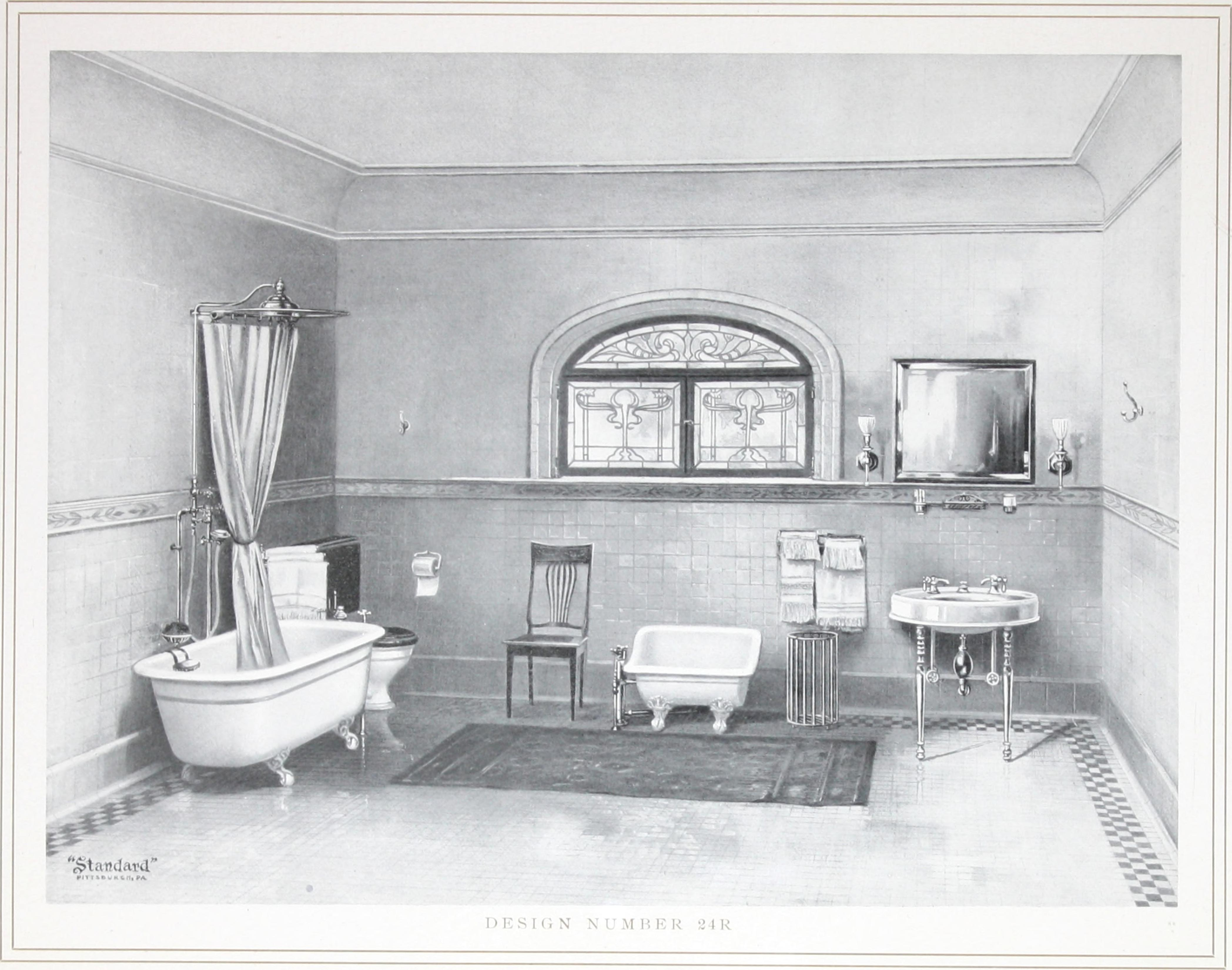
浴室のイラスト
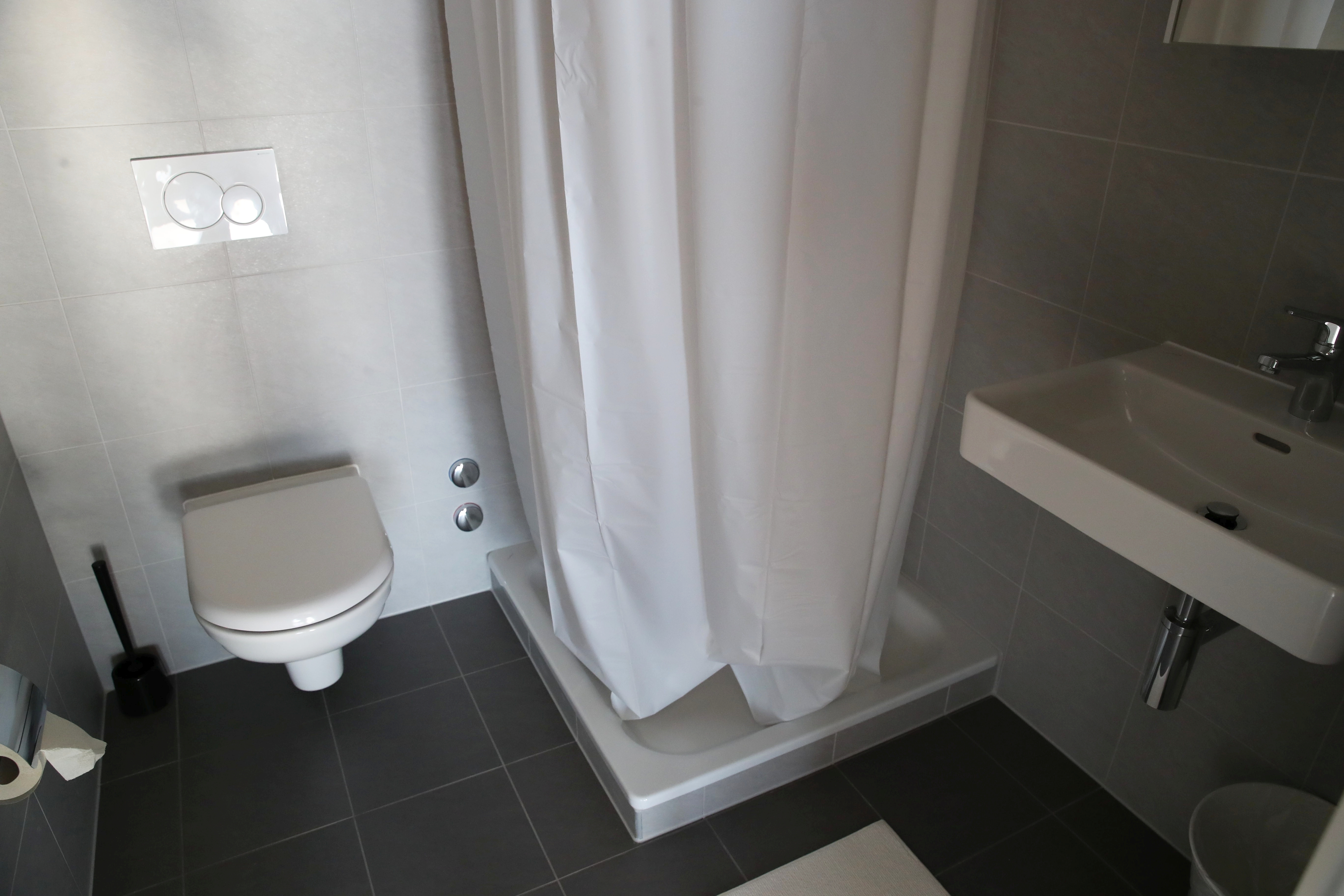
2020年冬季ユースオリンピックのオリンピック村の浴室
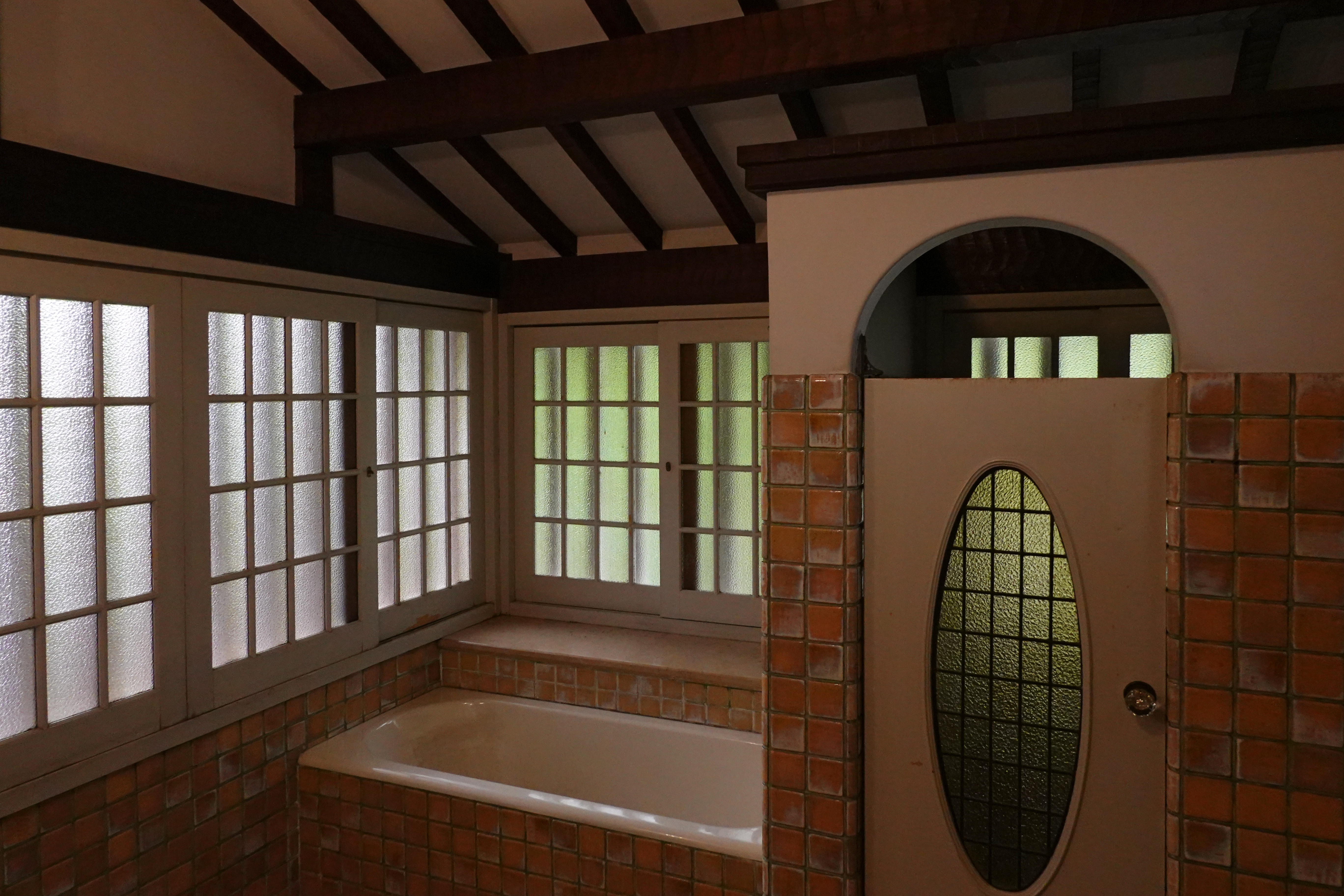
日本の昭和初期の富裕層の浴室
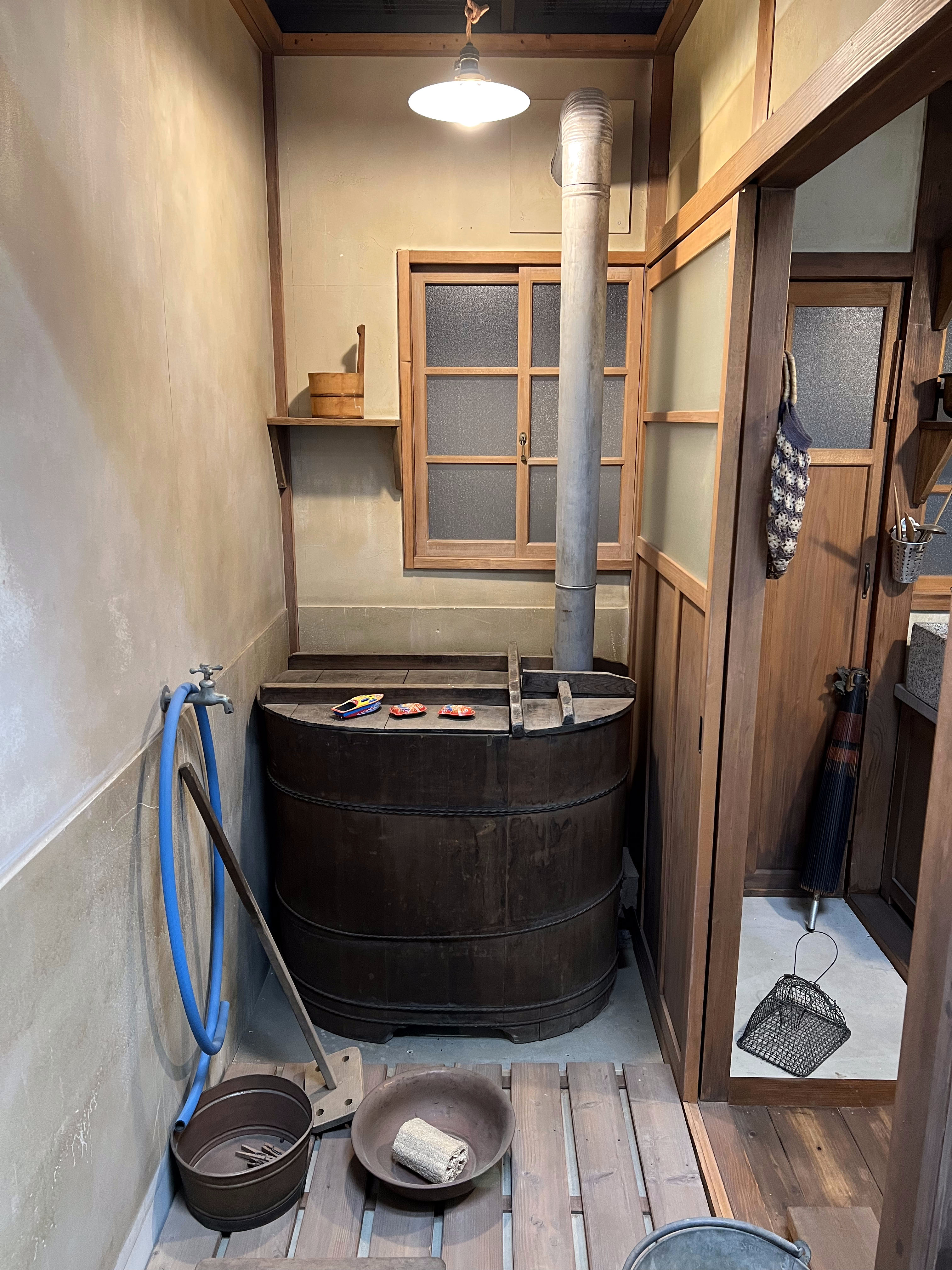
日本の昭和時代の一般家庭の浴室（再現）

## 参照
1. ↑  Hirsch, William J. (2008). Designing Your Perfect House. Dalsimer Press. pp. 94–95. ISBN 9780979882036
2. ↑  “The Benefits of a Jack and Jill Bathroom - Bob Vila” (英語). Bob Vila 2016年11月29日閲覧。
3. ↑  Teresi, Dick (2002). Lost Discoveries: The Ancient Roots of Modern Science—from the Babylonians to the Maya. New York: Simon & Schuster. pp. 351–352. ISBN 0-684-83718-8
4. ↑  Penner, Barbara, 1970- (2013). Bathroom. London. ISBN 9781780231938. OCLC 834404623